# Essina
Essina fue un enclave comercial situado en el Este de África y fue mencionado por el geógrafo griego Claudio Ptolomeo.
La ciudad parece haber alcanzado su apogeo en torno al siglo II d. C. Investigadores contemporáneos parece haber identificado este asentamiento con las ciudades de Barawa o la ciudad de Merca en la actual Somalia, basándose en el trabajo de Ptolomeo, pretenden haber encontrado el antiguo puerto de esta ciudad.
Parece ser que, al igual que muchas ciudades de Somalia, la ciudad sufrió un colapso a mediados del siglo VI d. C., posiblemente debido a los fenómenos de la plaga de Justiniano que tuvo como origen esta zona. El siglo VI debió de ser un periodo dramático en la historia del Este de África, ya que muchos enclaves comerciales importantes desaparecieron. Este periodo catastrófico se puede relacionar con el periodo de declive demográfico que se vive en Europa durante este mismo siglo, a consecuencia de la plaga de Justiniano. Además, el Este de África es un reservorio natural de los animales que difunden la peste bubónica.